# Hideki Nagai
Hideki Nagai (født 26. januar 1971) er en japansk fodboldspiller.
Han har spillet for flere forskellige klubber i sin karriere, herunder Tokyo Verdy, Fukuoka Blux, Shimizu S-Pulse, Yokohama Flügels, Yokohama F. Marinos, Oita Trinita og FC Ryukyu.